# Syllepte fulviceps
Syllepte fulviceps is een vlinder van de familie van de grasmotten (Crambidae). De wetenschappelijke naam van deze soort is voor het eerst voorgesteld door George Thomas Bethune-Baker in een publicatie uit 1909.
De soort komt voor in Congo-Kinshasa.